# Frederick Rawls
Pas d'image ? Cliquez ici

a Compétitions nationales et continentales officielles uniquement.

Dernière mise à jour le 11 décembre 2024.
Frédérick Rawls, né le 5 mars 1985 aux Sables-d'Olonne (Vendée), est un joueur français d'origine anglaise de rugby à XV jouant au poste de deuxième ligne.

## Biographie
Frederick Rawls commence le rugby à XV à l'âge de cinq ans au Rugby club sablais, où son père John jouait. Ce dernier est Anglais. À 18 ans il intègre le centre de formation de Montpellier où il reste pendant quatre saisons.
À partir de juillet 2007 il intègre l'effectif du Stade montois où il devient professionnel. Après un passage par Niort, il revient vers son club formateur, le RC sablais, pour la saison 2010-2011 et dépanne en devant entraîneur-joueur pendant six ans. En 2022, il joue son 200e match avec ce club puis arrête sa carrière cette même année, à 37 ans,,.